# A Shop for Killers
A Shop for Killers (tiếng Hàn: 킬러들의 쇼핑몰) là một bộ phim truyền hình trực tuyến của Hàn Quốc do Lee Kwon viết kịch bản và đạo diễn với sự tham gia của Lee Dong-wook và Kim Hye-jun. Dựa trên tiểu thuyết The Killer's Shopping Mall của Kang Ji-young, phim kể về một cô gái mồ côi được người chú đã nhận nuôi và dạy dỗ, một ngày bắt buộc trở thành người điều hành trung tâm mua sắm bí ẩn của chú để lại. Phim được công chiếu trên Disney+ vào ngày 17 tháng 1 năm 2024, tại một số khu vực được chọn và trên Hulu ở Hoa Kỳ.